# Cantonul Montpellier-3
Cantonul Montpellier-3 este un canton din arondismentul Montpellier, departamentul Hérault, regiunea Languedoc-Roussillon, Franța.

## Comune
- Montpellier (parțial)

De volgende wijken van Montpellier maken deel uit van dit kanton:
- Antigone
- Parc à Ballons
- Mermoz
- Saint-Lazare
- Les Beaux-Arts
- Aiguelongue
- Justice
- Agropolis
- Mas de Calenda